# School of Life – Lehrer mit Herz
School of Life – Lehrer mit Herz (Originaltitel: School of Life) ist ein US-kanadischer Fernsehfilm aus dem Jahr 2005.

## Handlung
Nachdem der seit 43 Jahren als Lehrer des Jahres ausgezeichnete Norman Warner verstirbt, will sein Sohn Matt als Biologielehrer in seine Fußstapfen treten. Mit seiner unbeholfenen Art findet er jedoch – im Gegensatz zu seinem Vater – kaum Anerkennung bei seinen Schülern, sodass dieses Ziel in weite Ferne rückt. Als ein neuer Lehrer, Michael D’Angelo, an die Schule kommt, verschlimmert dies nur noch Matts Situation, denn der Neue ist modern, kreativ und als Mr. D bei den Schülern überaus beliebt. Der eifersüchtige Matt versucht ihn auf Schritt und Tritt zu diskreditieren.
Matt erfährt, dass D’Angelo an Lungenkrebs erkrankt ist, und nach und nach verändert sich seine Einstellung zu seinem vermeintlichen „Konkurrenten“. Er erkennt, dass dieser ein wunderbarer Mensch und Lehrer ist und er viel von ihm lernen könnte. Matt nimmt einige Neuerungen vor und wird nun auch ein kreativer, moderner Lehrer. Als D’Angelo verstirbt, ist Matt nur noch dankbar und hat seine Eifersucht überwunden.

## Kritik
„Ambitionierte, doch betuliche High-School-Komödie.“